# Neptune (vascello)
Il Neptune è un vascello (anche se viene spesso erroneamente indicato come galeone) ispirato in modo generico e fantasioso a un vascello spagnolo di fine XVII secolo.

## Storia
Il Neptune fu costruito fra l'aprile 1984 e il marzo 1985 presso l'arsenale di Port El Kantaoui, in Tunisia. Vennero impiegati duemila operai e il costo complessivo fu di otto milioni di dollari. Venne varato nel 1986 e utilizzato come set per il film Pirati di Roman Polański. Nello stesso anno fu usato per la promozione del film, venendo ormeggiato nel porto di Cannes in occasione del 39º Festival del Cinema, dove Pirati era presentato fuori concorso.
Nel 2011 fu usato come ambientazione per la trasposizione televisiva della Jolly Roger del Capitan Uncino nella miniserie Neverland - La vera storia di Peter Pan, di Nick Willing. Venne poi trasportato al porto antico di Genova, dove è ormeggiato al Ponte Calvi e dove può essere visitato come attrazione turistica.

## Struttura
Il Neptune è ispirato in modo fantasioso a un generico vascello di fine XVII secolo. Nonostante venga presentato come spagnolo, in realtà è strutturalmente più vicino a un vascello di tipo francese. L'opera morta, ossia la parte sopra la linea di galleggiamento, è in legno di iroko, mentre l'opera viva, cioè la parte sotto la linea di galleggiamento, è costituita da una chiatta in acciaio dotata di un piccolo motore, in grado di sviluppare una velocità di 5 nodi.
Gli elementi decorativi, come i cannoni e le statue, sono in vetroresina. È iscritto al registro navale della Tunisia, paese dove fu costruito. Ha 20 chilometri di cordame, per complessive 11 tonnellate. Le vele, inizialmente presenti, sono state poi rimosse per motivi di sicurezza in quanto marcite e non sono più state sostituite. Nell'insieme rende l'idea di come potesse apparire un grande treponti di fine XVII secolo.